# Patrick Kaemmerle
Patrik Kaemmerle, född 11 december 1989, är en svensk bandymålvakt fostrad i GT/76. Han spelar nu i Sandvikens AIK.